# Ринґу
Ри́нґу (ест. Rõngu alevik) — селище в Естонії, у волості Елва повіту Тартумаа.

## Населення
Чисельність населення на 31 грудня 2011 року становила 799 осіб.

## Географія
Через населений пункт проходить автошлях 3 (Йигві — Тарту — Валґа), естонська частина європейського маршруту E264. Від селища починаються автошляхи 47 (Санґла — Ринґу), 52 (Вільянді — Ринґу) та 71 (Ринґу — Отепяе — Канепі).

## Історія
До 24 жовтня 2017 року селище входило до складу волості Ринґу й було її адміністративним центром.

## Пам'ятки
- Євангелічно-лютеранська кірха святого Михайла (Rõngu Mihkli kirik), пам'ятка архітектури початку 19-го ст.[2]
- Вівтар та вівтарна перешкода в кірсі святого Михайла, пам'ятка мистецтва кінця 19-го—початку 20-го ст.ст.[3]

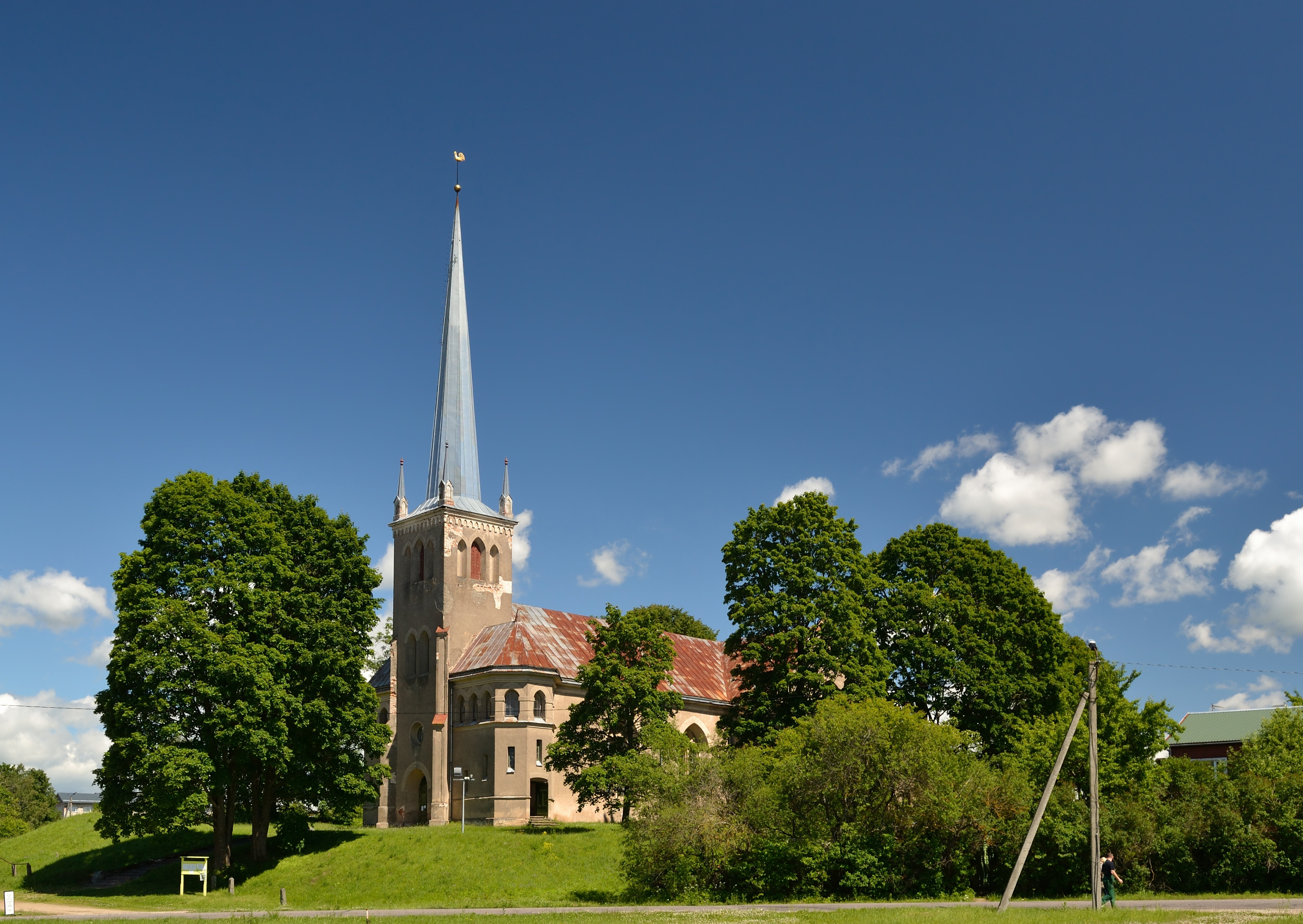
Кірха святого Михайла
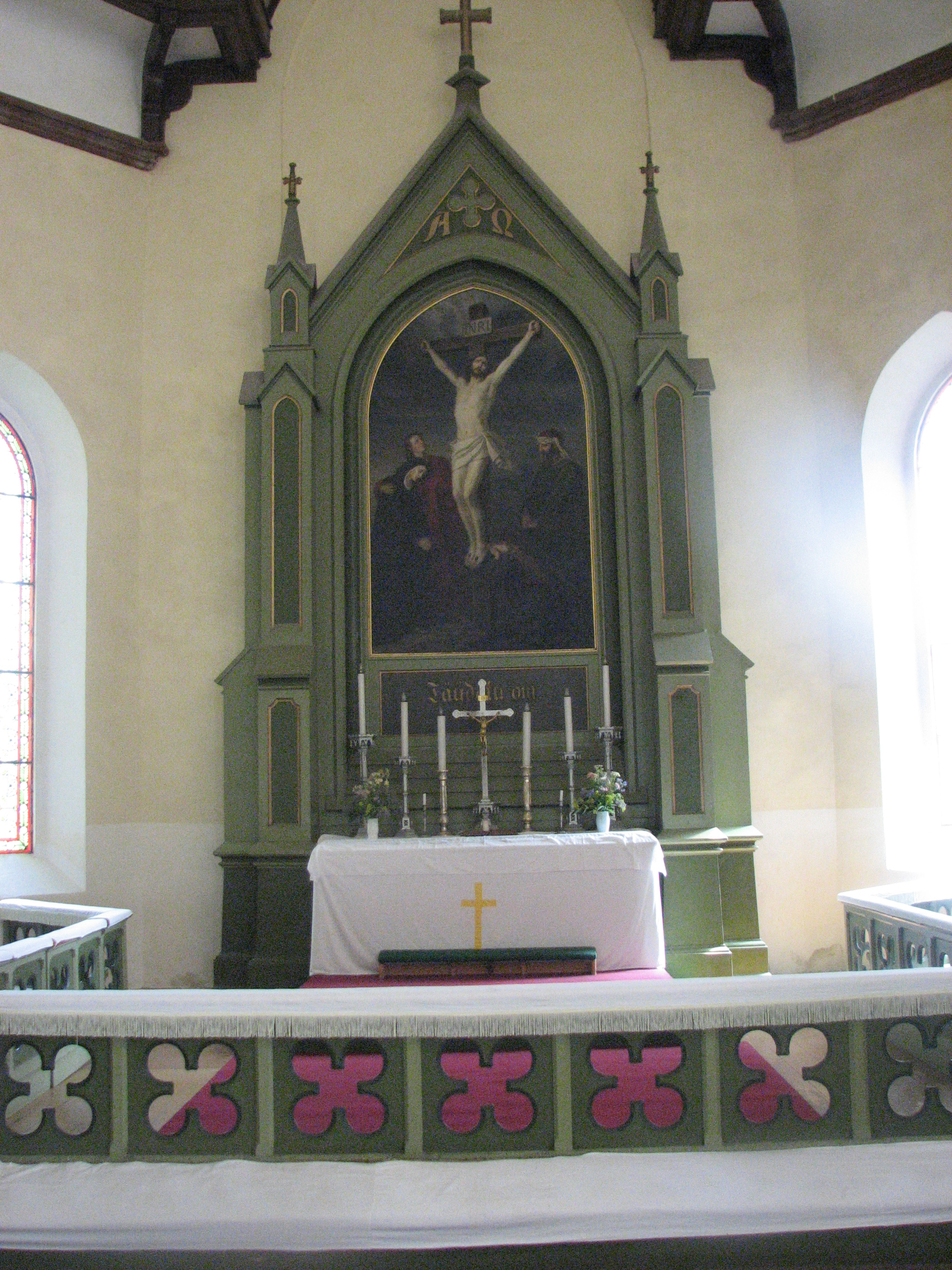
Вівтар кірхи святого Михайла